# Tu me lasse/Malommo
Tu me lasse/Malommo, pubblicato nel 1963, è il decimo singolo di Mario Merola

## Descrizione
Il disco contiene due cover di brani ed è l'ultimo degli otto incisi da Merola con la Phonotris.

## Tracce
Lato A
- Tu me lasse (Aiello - Cirillo)

Lato B
- Malommo (Annona - De Dominicis - Avitabile)